# Diocesi di Corvey
La diocesi di Corvey (in latino: Dioecesis Corbeiensis) è una sede soppressa della Chiesa cattolica.

## Territorio
La diocesi comprendeva la regione di Höxter e di Beverungen nell'odierna Renania Settentrionale-Vestfalia. Era delimitata dalle diocesi di Minden, di Hildesheim, di Magonza e di Paderborn.
Sede vescovile era l'abbazia di Corvey, dove fungeva da cattedrale l'antica chiesa abbaziale dei Santi Vito e Stefano.
Nel 1802 la diocesi, che si estendeva su 275 km², comprendeva circa 10.000 abitanti ed era costituita da 10 parrocchie.

## Storia
L'abbazia di Corvey è un'antica abbazia sassone dell'ordine di San Benedetto, fondata nell'822 da una colonia di monaci dell'abbazia di Corbie in Piccardia, guidata da Adelardo che divenne il primo abate. L'imperatore Ludovico il Pio la dotò di ricche donazioni e le concesse la protezione imperiale, cosa che fece dei suoi abati dei principi del Sacro Romano Impero. Nel 984 papa Benedetto VII le accordò l'esenzione dalla giurisdizione dei vescovi di Paderborn rendendo così l'abbazia immediatamente soggetta alla Santa Sede. Tuttavia i conflitti di giurisdizione con i vescovi di Paderborn continuarono per lungo tempo; nel 1779 l'abbazia ottenne il titolo di monasterium nullius dioecesis, decisione che la rese completamente indipendente dalla diocesi di Paderborn.
L'abbazia territoriale fu elevata al rango di diocesi il 23 aprile 1792 con la bolla Super specula di papa Pio VI e fu resa suffraganea dell'arcidiocesi di Magonza. La chiesa abbaziale dedicata ai Santi Vito e Stefano ne divenne la cattedrale, mentre il capitolo abbaziale fu trasformato in capitolo canonicale. L'ultimo abate, Theodor von Brabeck, fu nominato primo vescovo della nuova diocesi e, con l'assunzione delle prerogative che erano state degli abati suoi predecessori, ottenne il titolo di principe vescovo dell'Impero. Theodor von Brabeck morì nell'ottobre del 1794 e gli succedette Ferdinand von Lüninck, consacrato il 6 settembre 1795.
Il Reichsdeputationshauptschluss del 1803 secolarizzò il principato ecclesiastico, che fu assegnato dapprima al principato di Orange e poi, dal 1815, al regno di Prussia. Ferdinand von Lüninck perse così il titolo di principe e la signoria temporale, ma continuò a governare la sua piccola diocesi, composta di sole 10 parrocchie, fino al 1820, quando venne trasferito alla diocesi di Münster; tuttavia ottenne l'incarico di amministrare la diocesi in regime di sede vacante.
Il 16 luglio 1821, in forza della bolla De salute animarum, con la quale papa Pio VII riorganizzava le circoscrizioni ecclesiastiche cattoliche nel regno di Prussia, la diocesi di Corvey fu soppressa e il suo territorio fu incorporato in quello della diocesi di Paderborn.

## Cronotassi dei vescovi
- Johann Karl Theodor von Brabeck, O.S.B. † (18 giugno 1792 - 25 ottobre 1794 deceduto)
- Ferdinand Hermann Maria von Lüninck † (1º giugno 1795 - 28 agosto 1820 nominato vescovo di Münster)
  - Sede soppressa